# Holger Kliewe
Holger Hans-Peter Kliewe (* 9. März 1963 in Bergen auf Rügen) ist ein deutscher Politiker (CDU).

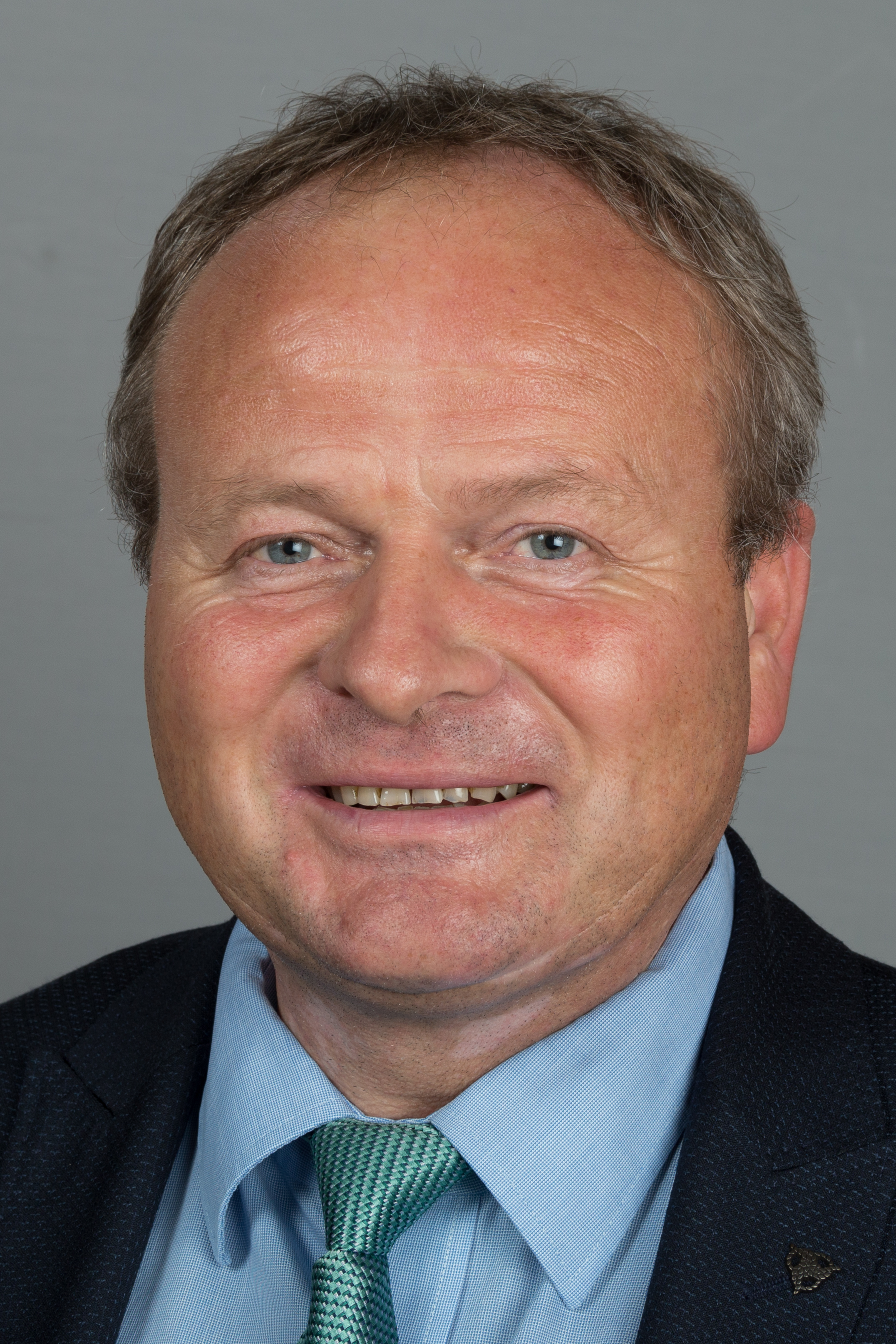
Holger Kliewe (2017)

## Leben
Nach dem Abitur 1981 leistete Kliewe Wehrdienst bei der NVA. Im Anschluss nahm er ein Studium der Agrarwissenschaften mit der Fachrichtung Tierproduktion an der Universität Rostock auf, das er mit der Prüfung als Diplom-Agraringenieur abschloss. Danach war er beim VEG Ummanz beschäftigt, ab 1988 als Abteilungsleiter. Nach der politischen Wende in der DDR begründete er im September 1991 einen Landwirtschaftsbetrieb und Geflügelhof in Ummanz, den er als Mitinhaber in den folgenden Jahren zum „Erlebnis-Bauernhof“ ausbaute.
Kliewe ist seit Anfang 2013 Bürgermeister der Gemeinde Ummanz. Des Weiteren ist er Mitglied des Kreistages im Landkreis Vorpommern-Rügen. Bei der Landtagswahl im September 2016 wurde er als Direktkandidat der CDU über den Wahlkreis 33 (Vorpommern-Rügen IV) in den Landtag von Mecklenburg-Vorpommern gewählt. Das Direktmandat gewann er mit 25,8 % der Erststimmen. Er trat auch zur Landtagswahl in Mecklenburg-Vorpommern 2021 im Wahlkreis Vorpommern-Rügen IV an verfehlte dabei mit 25,0 Prozent das Direktmandat. Auf Platz 25 der Landesliste verpasste er den Wiedereinzug in den Landtag.
Neben seiner beruflichen und politischen Tätigkeit ist Kliewe Vorstandsmitglied des Rügen-Produkte Vereins und Mitglied des Bauernverbandes Rügen. Außerdem ist er seit 2012 als Beisitzer Vorstandsmitglied des Tourismusverbandes Rügen.
Holger Kliewe ist seit 1985 verheiratet und hat vier Kinder.